# René Guerra
René Guerra (* 13. Juli 1946 in Straßburg) ist ein französischer Slawist, Literaturhistoriker und Kunstsammler, der sich auf die Erste russische Emigration spezialisiert hat.

## Leben
Guerra studierte am Institut für östliche Sprachen und Kulturen (Institut national des langues et civilisations orientales) der Sorbonne russische Literatur. 1981 wurde er mit einer Dissertation über den russischen Exilschriftsteller Boris Saizew promoviert, dessen Sekretär er von 1967 bis 1972 gewesen war. Er lehrte anschließend russische Literatur an der Universität Nizza sowie an der französischen Militärakademie in Paris.
Er ist Ehrenmitglied der Russischen Akademie der Künste (Российская академия художеств). 2008 wurde er mit dem Freundschaftsorden der Russischen Föderation ausgezeichnet.

## Studien und Sammlungen
Sein Haus in Issy-les-Moulineaux bei Paris beherbergt eine große Sammlung von Buchausgaben und Zeitschriften der Ersten russischen Emigration (1920–1940) mit dem Schwerpunkt Literatur.   Teil der Sammlung sind Briefe und Archivmaterialien, die ihm z. T. von Angehörigen verstorbener Exilschriftsteller überlassen wurden, darunter Materialien zu Mark Aldanow, Nina Berberowa, Iwan Bunin, Wladislaw Chodassewitsch, Michail Ossorgin, Alexei Remisow, Boris Saizew, Iwan Schmeljow. Sein besonderes Augenmerk gilt auch dem Werk Vladimir Nabokovs im europäischen Exil. Ebenso hat er Gemälde und Graphiken von russischen Künstlern dieser Epoche zusammengetragen. Ein Teil der Kunstsammlung wurde 2014 bei Sotheby’s versteigert.
Guerra hat zahlreiche literaturhistorische Studien über Exilschriftsteller sowie Teile seines Briefwechsels mit sowjetrussischen Schriftstellern in russischen Exilverlagen in Paris und seit der Perestroika auch in Russland publiziert.

## Werke
- Bibliographie des œuvres de Boris Zaitsev. Institut d'Études Slaves, Paris 1982.
- «Zal' russkij narod». Perepiska Rene Gerrra s dejateljami sovetskoj kul'tury. Éditions Albatros, Paris 1992 (Жаль русский народ: Переписка Ренэ Герра с деятелями советской культуры).
- Images de Pouchkine : portraits d'exil dans l'oeuvre des peintres russes émigrés en France, 1920–1970. Collection René Guerra, Issy-les-Moulineaux 1999.
- «Oni unesli s soboj Rossiju.» Russkie ėmigranty – pisateli i chudožniki vo Francii 1920–1970 (Они унесли с собой Россию…. Русские эмигранты – писатели и художники во Франции: 1920–1970). Sankt-Petersburg 2013, ISBN 5-86789-149-6
- Mladščee pokolenie pisatelej russkogo zarubež'ja (Младшее поколение писателей русского зарубежья). GUP, Sankt-Petersburg 2009, ISBN 978-5-7621-0508-8
- B. K. Zajcev. Poslednij klassik russkoj literatury (Б. К. Зайцев – последний классик русской литературы). Sankt-Petersburg 2009.
- «Sem' dnej v marte». Besedy ob ėmigracii s A. Vaksbergom. («Семь дней в марте». Беседы об эмиграции с Ваксбергом. Sankt-Petersburg 2010).